# Asahinagomphus insolitus
Asahinagomphus insolitus – gatunek ważki z rodziny gadziogłówkowatych (Gomphidae); jedyny przedstawiciel rodzaju Asahinagomphus. Występuje w północnej Tajlandii i Laosie. Słabo poznany, znany jedynie z kilku okazów.